# 热敷
热敷是一種將发热的物体置于身体患病部位或特定部位的療法。通常人們患上眼部疾病以及肌肉和关节拉傷後會採用這種療法。发热的物体可以是加熱過的濕毛巾。人們認為热刺激作用于皮肤後再借助神经末梢的传导，可以引起皮肤和内脏器官的血管扩张以及促進血液循環，並進而改变身体各系统的功能和新陈代谢等活动，這樣就能治疗疾病和减轻症状。 